# Scherma ai II Giochi panamericani
I Giochi Panamericani di scherma del 1955 si sono svolti a Città del Messico, in Messico ed hanno visto lo svolgimento di 7 gare, 6 maschili e 1 femminile.

## Podi

### Uomini
| Evento      | Oro | Argento                                                                | Bronzo                                                                                                   |
| Spada       | |                                                                        | |
| Individuale | Raúl Martínez                                                                                                | Sewall Shurtz                                                          | Juan Camous                                                                                              |
| A squadre   | Argentina Adolfo Philippeaux Santiago Massini Floro Díaz Armesto Alfredo Davérède Raúl Martínez Félix Galimi | Stati Uniti Richard Dyer Sewall Shurtz Abraham Cohen Harold Goldsmith  | Venezuela Juan Camous Nelson Nieves Gustavo Gutiérrez Oscar Cabrera                                      |
| Fioretto    | |                                                                        | |
| Individuale | Harold Goldsmith                                                                                             | Albert Axelrod                                                         | Fulvio Galimi                                                                                            |
| A squadre   | Argentina Santiago Massini José Rodríguez Fulvio Galimi Félix Galimi Ernesto Marcelo                         | Stati Uniti Albert Axelrod Paul Makler Harold Goldsmith Allan Kwartler | Venezuela Gustavo Gutiérrez Miraclotes Vargas Nelson Nieves Augusto Gutiérrez                            |
| Sciabola    | |                                                                        | |
| Individuale | Antonio Haro                                                                                                 | George Worth                                                           | Richard Dyer                                                                                             |
| A squadre   | Stati Uniti George Worth Richard Dyer Tibor Nyilas Allan Kwartler                                            | Uruguay José Lardizábal Ricardo Rimini Teodoro Goliardi Juan Paladino  | Argentina Daniel Sande Florencio Watkins Fernando Huergo Ernesto Marcelo Floro Díaz Armesto Félix Galimi |

### Donne
| Evento      | Oro             | Argento           | Bronzo     |
| Fioretto    |                 |                   |            |
| Individuale | Maxine Mitchell | Irma de Antequeda | Eve Siegel |

## Medagliere
| #      | Nazione     | Oro | Argento | Bronzo | Totale |
| ------ | ----------- | --- | ------- | ------ | ------ |
| 1      | Stati Uniti | 3   | 5       | 2      | 10     |
| 2      | Argentina   | 3   | 1       | 2      | 6      |
| 3      | Messico     | 1   | 0       | 0      | 1      |
| 4      | Uruguay     | 0   | 1       | 0      | 1      |
| 5      | Venezuela   | 0   | 0       | 3      | 3      |
| Totale | Totale      | 7   | 7       | 7      | 21     |